# Az idő foglyai
Az idő foglyai, D. Nagy Lajos második szólóalbuma.

## Az album dalai
1. "Egy éjszaka nem a világ" (3:08)
2. "Ma éjszaka" (2:50)
3. "Az idő foglyai" (3:32)
4. "Légy velem egy életen át!" (3:04)
5. "Telefonban minden lány szép" (4:31)
6. "Ha nem kellek" (3:45)
7. "Szökevény" (3:38)
8. "Utánunk a vízözön" (2:59)
9. "Angyalok közt" (3:47)
10. "Ezeregy éj" (3:57)
11. "Csak egy idegen" (5:23)

## Közreműködött
- D. Nagy Lajos – ének
- Vámos Zsolt – gitárok
- Mezőfi József – basszusgitár
- Hastó Zsolt – dob, ütőhangszerek
- Bördén Szabolcs – billentyűs hangszerek
- Gyenes Béla – szaxofon